# سباق الزمن في بطولة العالم لسباق الدراجات على الطريق 2017

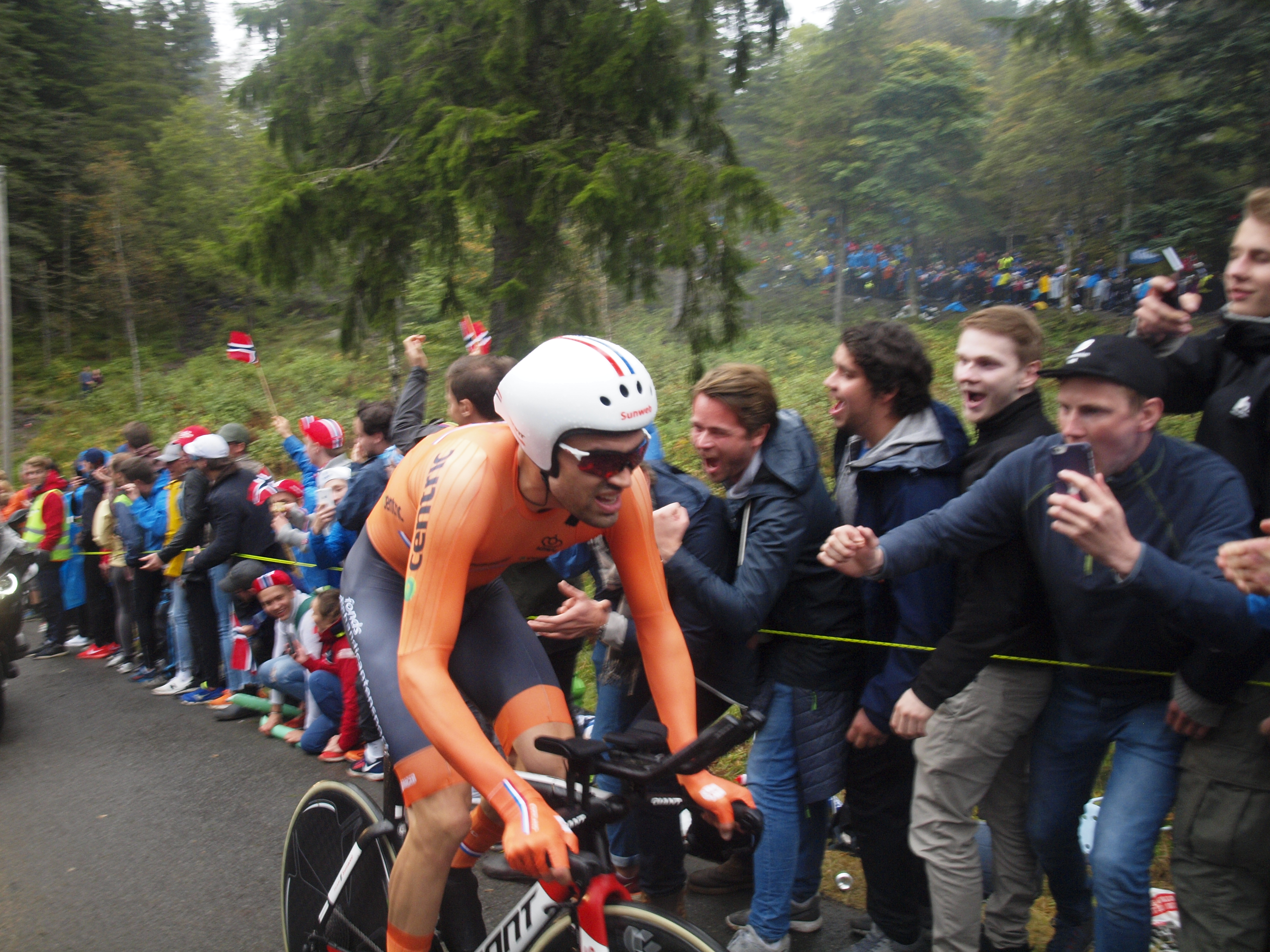

سباق الزمن في بطولة العالم لسباق الدراجات على الطريق 2017 (بالإنجليزية: 2017 UCI Road World Championships – Men's time trial)‏ هو سباق دراجات هوائية، وهو الموسم رقم 24 من نفس السباق، وأقيم في 20 سبتمبر 2017، وامتدّ لمسافة 31 كيلومتر، وهو أحد سباقات بطولة العالم لسباق الدراجات على الطريق 2017، وقد شارك في السباق 65 متسابقاً ووصل إلى نهايته 64 متسابقاً.
فاز فيه بالمركز الأول توم دومولين، وبالمركز الثاني بريمو روغيليتش، وبالمركز الثالث كريس فروم.

## الفائزون
| الترتيب | الفائز         |
| ------- | -------------- |
| الفائز  | توم دومولين    |
| الثاني  | بريمو روغيليتش |
| الثالث  | كريس فروم      |

## وصلات خارجية
- سباق الزمن في بطولة العالم لسباق الدراجات على الطريق 2017 على موقع إحصائيات الدراجات الإحترافية (الإنجليزية)